# 國貨公司

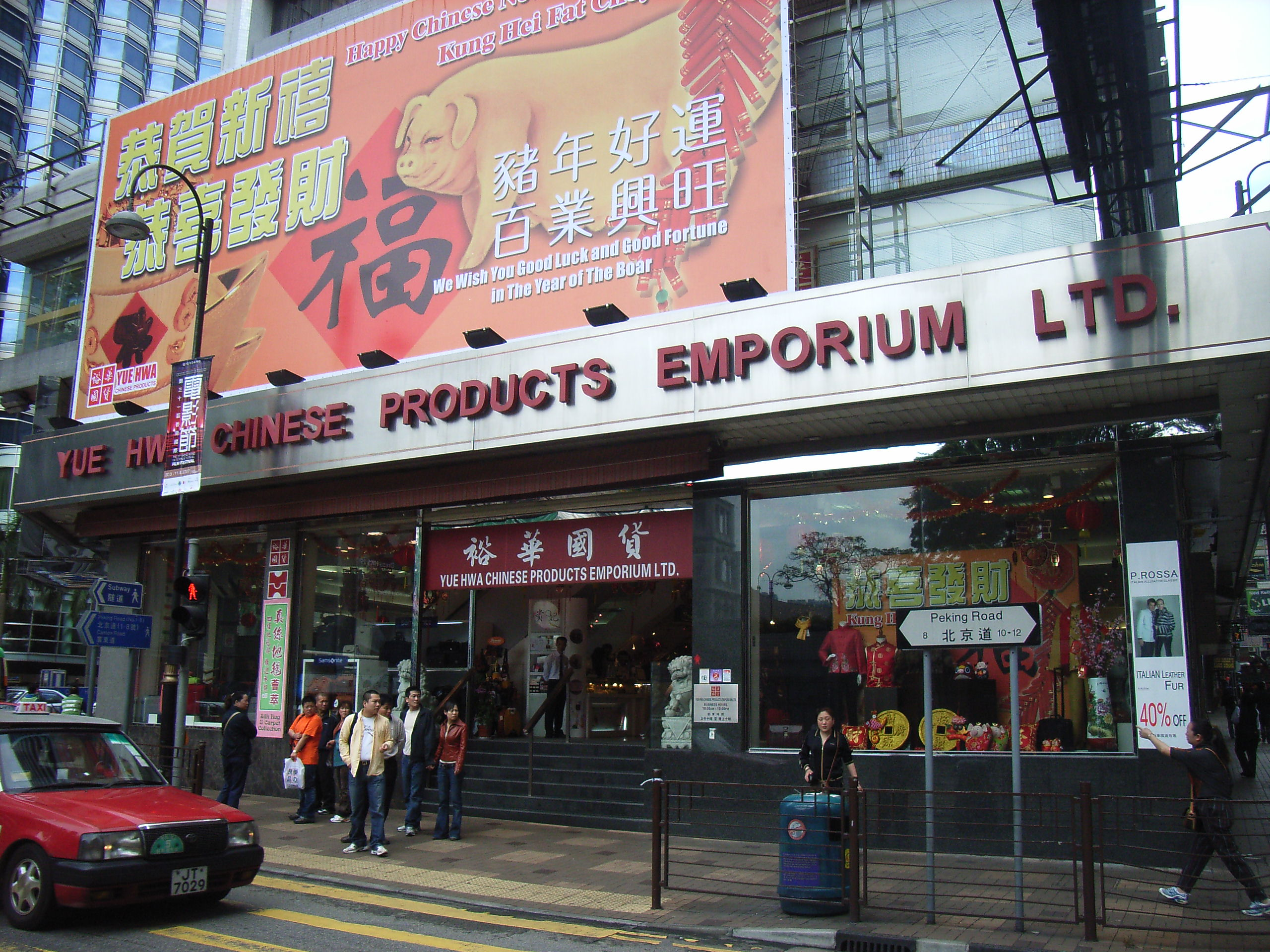
國貨公司

在香港，國貨公司是指中資（或稱陸資）背景，主要售賣中國大陸產品的百貨公司。

## 概要
在1980年代前，雖然來自中國大陸的副食品如珠江橋牌的罐頭和豉油、低檔次的消費品如白飯魚鞋，在市面很容易買到，但一些中國出產的特色產品及消費品，如較罕見的中藥材、傳統手工藝品，大部分都集中在國貨公司銷售。國貨公司商會在1979年前更規定所有國貨公司只可以售賣中國大陸出產的產品，國貨公司之間也採取聯繫的定價機制。以前也有所謂的「國貨公司四寶」，即是棉襖、學生服裝、睡衣及羊毛衣。此外，在1970年代及之前，由於香港的國貨公司會售賣在中國大陸的民生商店難以購得的中國產品，所以會有香港人應居於中國大陸親友的要求將國貨公司的中國產品帶給他們。
國貨公司全盛時，店舖遍佈香港島、九龍及新界，總數多達300間，不過隨著香港零售業在1970年代高速發展，香港本地百貨公司擴展業務，並且有多家日資百貨公司在香港設店，這些新型百貨公司為香港顧客提供耳目一新的購物感受，帶來日本及歐美的時尚產品，相對而言國貨公司則過於老氣，難以吸引年輕顧客，在香港百貨業飛速擴展的1980年代，國貨公司卻不敵競爭，在1980年代的短短十年間大量結業，到2020年代只餘下少數能夠繼續經營。

## 部分國貨公司
- 裕華國貨
- 中藝

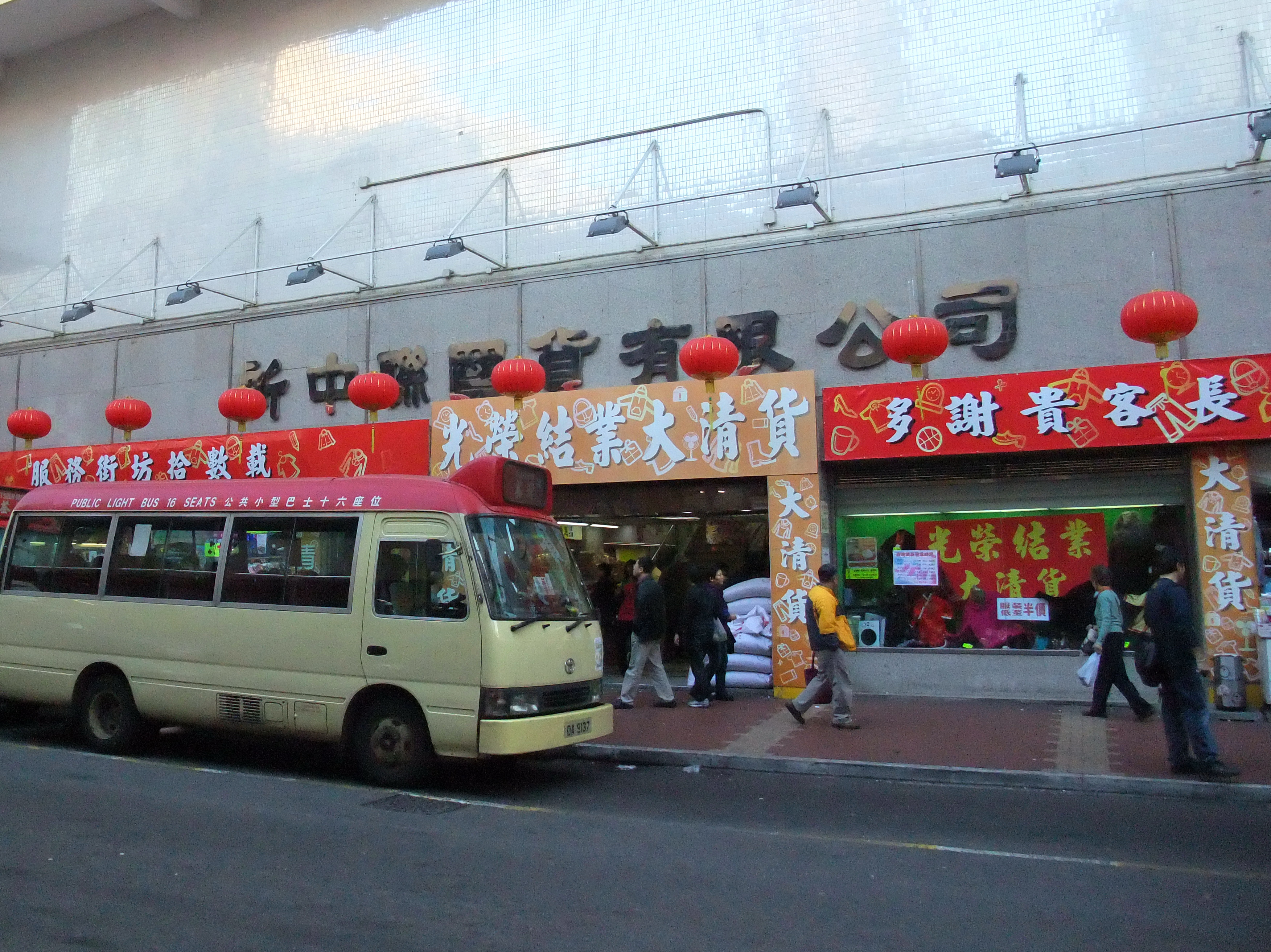
店外掛上「光榮結業大清貨」的新中聯國貨（攝於2012年1月）

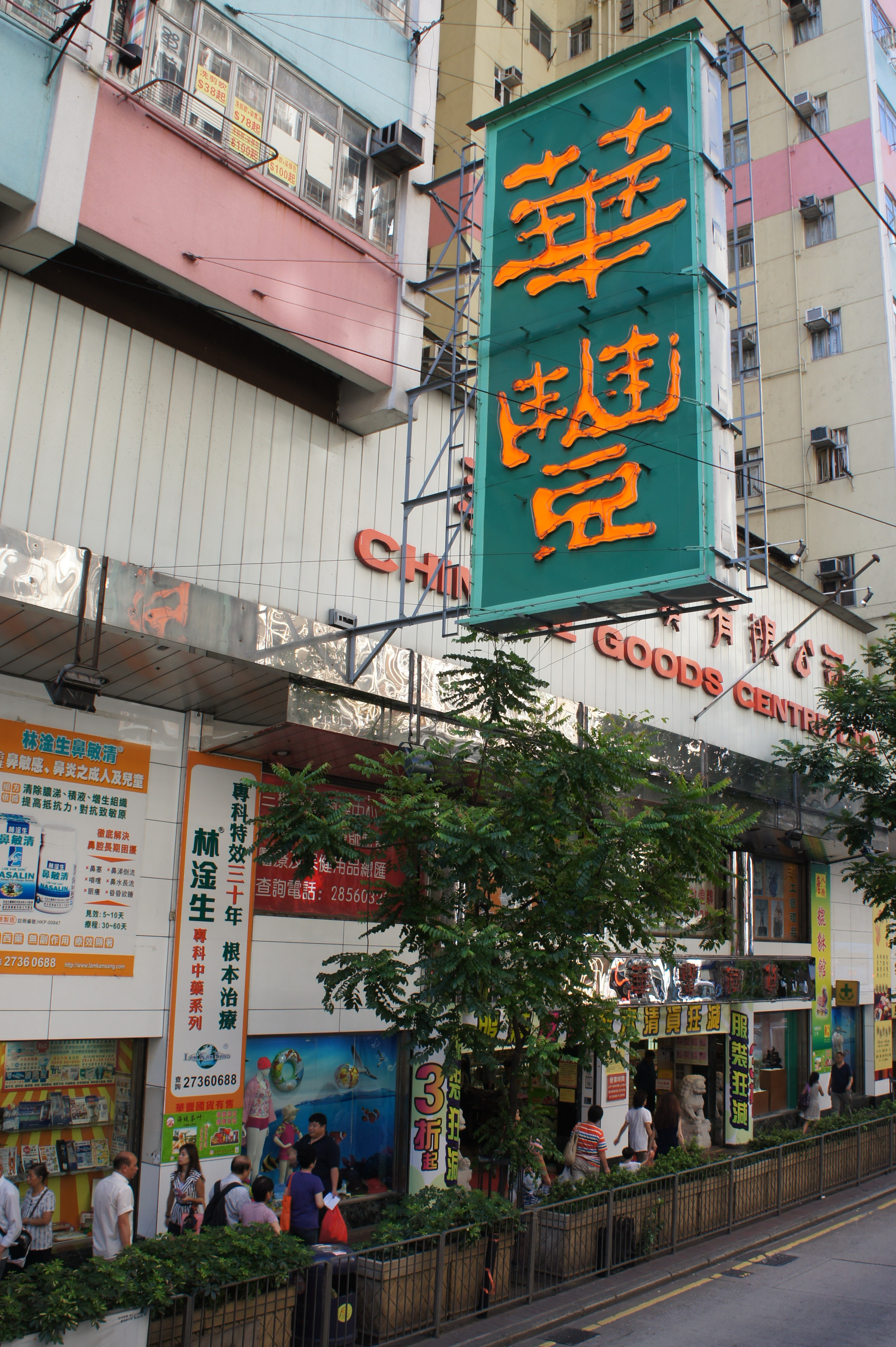
華豐國貨

- 中聯／新中聯（荃灣，已於2012年3月結業）
- 中僑國貨（荃灣）
- 中國國貨（原位於荃灣南豐中心，已結業）
- 中都國貨（位於元朗大馬路）
- 中邦國貨 80年代觀塘康寧道11號冠天閣G/F 至 3/F
- 華豐國貨（北角僑冠大廈）
- 中匯國貨（觀塘裕民坊）
- 大華國貨（旺角中心第1期側，中環分店己結業）
- 新華國貨
- 新中華國貨
- 南方國貨（石塘咀山道，已結業）

### 台灣
- 台灣中華國貨公司 - 日治時代菊元百貨店後身，已停業

## 資料來源
1. 1 2 3  . 獨立媒體. 2012-02-22  [2025-06-12].
2. ↑  . myTV.com網站. 2011-12-13  [2012-01-15].[永久]
3. ↑  . 中国新闻网. 2011-02-16  [2025-06-13].